# Gillian Justiana
Gillian Justiana (Zwolle, 5 maart 1991) is een Nederlands-Curaçaos voormalig profvoetballer die als verdediger speelde.

## Spelersloopbaan
Justiana maakte op 7 augustus 2009 zijn debuut in de met 2–0 verloren uitwedstrijd tegen AGOVV Apeldoorn. Na twee seizoenen in Zwolle tekende hij bij Helmond Sport. In de zomer van 2017 besloot hij te stoppen met professioneel voetbal, om zich te focussen op zijn maatschappelijke carrière. In 2018 keerde hij terug bij zijn oude club PEC Zwolle, om daar de jeugd onder 10 te gaan trainen. Hij kwam van 2017 tot 2020 uit als amateur voor V.V. IJsselmeervogels. 

## Trainercarrière
Op 20 augustus 2020 werd bekend dat Justiana aan de slag zou gaan als assistent-bondscoach van Curaçao. Hierdoor besloot hij per direct te stoppen bij V.V. IJsselmeervogels. Justiana is nog steeds actief als jeugdtrainer bij PEC Zwolle, daarnaast is hij per 1 juli 2022 actief als trainer/coach bij zijn oude club Be Quick '28 in Zwolle. 

## Profstatistieken
| Seizoen                                   | Club            | Land            | Competitie      | Competitie | Competitie | Beker | Beker | Internationaal | Internationaal | Overig | Overig | Totaal | Totaal |
| Seizoen                                   | Club            | Land            | Competitie      | Wed.       | Dlp.       | Wed.  | Dlp.  | Wed.           | Dlp.           | Wed.   | Dlp.   | Wed.   | Dlp.   |
| ----------------------------------------- | --------------- | --------------- | --------------- | ---------- | ---------- | ----- | ----- | -------------- | -------------- | ------ | ------ | ------ | ------ |
| 2009/10                                   | FC Zwolle       | Nederland       | Eerste divisie  | 13         | 0          | 0     | 0     | –              | –              | 0      | 0      | 13     | 0      |
| 2010/11                                   | FC Zwolle       | Nederland       | Eerste divisie  | 26         | 0          | 1     | 0     | –              | –              | 0      | 0      | 27     | 0      |
| 2011/12                                   | Helmond Sport   | Nederland       | Eerste divisie  | 29         | 1          | 1     | 0     | –              | –              | 4      | 0      | 34     | 1      |
| 2012/13                                   | Helmond Sport   | Nederland       | Eerste divisie  | 29         | 2          | 1     | 0     | –              | –              | 2      | 0      | 32     | 2      |
| 2013/14                                   | Helmond Sport   | Nederland       | Eerste divisie  | 26         | 0          | 0     | 0     | –              | –              | 0      | 0      | 26     | 0      |
| 2014/15                                   | Helmond Sport   | Nederland       | Eerste divisie  | 21         | 2          | 0     | 0     | –              | –              | 0      | 0      | 21     | 2      |
| 2015/16                                   | Helmond Sport   | Nederland       | Eerste divisie  | 34         | 6          | 2     | 0     | –              | –              | 0      | 0      | 36     | 6      |
| 2016/17                                   | Helmond Sport   | Nederland       | Eerste divisie  | 32         | 3          | 1     | 0     | –              | –              | 2      | 0      | 35     | 3      |
| Carrière totaal                           | Carrière totaal | Carrière totaal | Carrière totaal | 242        | 15         | 6     | 0     | –              | –              | 8      | 0      | 258    | 15     |
| Bijgewerkt tot en met het seizoen 2017/18 |                 |                 |                 |            |            |       |       |                |                |        |        |        |        |

## Interlandcarrière
In september 2011 werd Gillian door Manuel Bilches geselecteerd voor het nationaal elftal van Curaçao. Met Curaçao won hij op 25 juni 2017 de finale van de Caribbean Cup 2017 door Jamaica met 2–1 te verslaan.
| Interlands van Gillian Justiana voor Curaçao | Interlands van Gillian Justiana voor Curaçao | Interlands van Gillian Justiana voor Curaçao | Interlands van Gillian Justiana voor Curaçao | Interlands van Gillian Justiana voor Curaçao | Interlands van Gillian Justiana voor Curaçao |
| №                                            | Datum                                        | Wedstrijd                                    | Uitslag                                      | Soort Wedstrijd                              | Doelpunten                                   |
| Als speler bij Helmond Sport                 | Als speler bij Helmond Sport                 | Als speler bij Helmond Sport                 | Als speler bij Helmond Sport                 | Als speler bij Helmond Sport                 | Als speler bij Helmond Sport                 |
| -------------------------------------------- | -------------------------------------------- | -------------------------------------------- | -------------------------------------------- | -------------------------------------------- | -------------------------------------------- |
| 1.                                           | 3 september 2011                             | Anguilla – Curaçao                           | 5 – 2                                        | Kwalificatie WK 2014                         | 0                                            |
| 2.                                           | 7 september 2011                             | Curaçao – Haïti                              | 2 – 4                                        | Kwalificatie WK 2014                         | 0                                            |
| 3.                                           | 14 november 2013                             | Curaçao – Antigua en Barbuda                 | 2 – 0                                        | Vriendschappelijk                            | 0                                            |
| 4.                                           | 16 november 2013                             | Curaçao – Suriname                           | 1 – 3                                        | Vriendschappelijk                            | 0                                            |
| 5.                                           | 4 september 2014                             | Puerto Rico – Curaçao                        | 2 – 2                                        | Kwalificatie Caribbean Cup 2017              | 0                                            |
| 6.                                           | 7 september 2014                             | Frans-Guyana – Curaçao                       | 0 – 0                                        | Kwalificatie Caribbean Cup 2017              | 0                                            |
| 7.                                           | 9 september 2015                             | El Salvador – Curaçao                        | 1 – 0                                        | Kwalificatie WK 2014                         | 0                                            |
| 8.                                           | 24 maart 2016                                | Barbados – Curaçao                           | 1 – 0                                        | Kwalificatie Caribbean Cup 2017              | 0                                            |
| 9.                                           | 27 maart 2016                                | Curaçao – Dominicaanse Republiek             | 2 – 1                                        | Kwalificatie Caribbean Cup 2017              | 0                                            |
| 10.                                          | 14 juni 2017                                 | Canada – Curaçao                             | 2 – 1                                        | Vriendschappelijk                            | 0                                            |
| 11.                                          | 16 juni 2017                                 | Curaçao – Nicaragua                          | 0 – 0                                        | Vriendschappelijk                            | 0                                            |
| 12.                                          | 23 juni 2017                                 | Curaçao – Martinique                         | 2 – 1                                        | Halve finale Caribbean Cup 2017              | 0                                            |
| 13.                                          | 26 juni 2017                                 | Jamaica – Curaçao                            | 1 – 2                                        | Finale Caribbean Cup 2017                    | 0                                            |
| Als speler bij V.V. IJsselmeervogels         |                                              |                                              |                                              |                                              |                                              |
| 14.                                          | 10 juli 2017                                 | Curaçao – Jamaica                            | 0 – 2                                        | Gold Cup 2017                                | 0                                            |
| 15.                                          | 14 juli 2017                                 | El Salvador – Curaçao                        | 2 – 0                                        | Gold Cup 2017                                | 0                                            |
| 16.                                          | 10 oktober 2017                              | Qatar – Curaçao                              | 1 – 2                                        | Vriendschappelijk                            | 0                                            |

## Erelijst
| Competitie    | Winnaar | Winnaar | Runner-up | Runner-up | Derde   | Derde   |
| Competitie    | Aantal  | Jaren   | Aantal    | Jaren     | Aantal  | Jaren   |
| Curaçao       | Curaçao | Curaçao | Curaçao   | Curaçao   | Curaçao | Curaçao |
| ------------- | ------- | ------- | --------- | --------- | ------- | ------- |
| Caribbean Cup | 1x      | 2017    |           |           |         |         |